# Wunspitze
Wunspitze är en bergstopp i Österrike.   Den ligger i distriktet  Lienz och förbundslandet Tyrolen, i den centrala delen av landet. Toppen på Wunspitze är 3 217 meter över havet.
Den högsta punkten i närheten är Hoher Eichham, 3 371 meter över havet, nordväst om Wunspitze. Närmaste samhälle är Prägraten am Großvenediger, söder om Wunspitze. 
Trakten runt Wunspitze består i huvudsak av kala bergstoppar och isformationer.